# Cyclomia terginata
Cyclomia terginata är en fjäril som beskrevs av Heinrich Benno Möschler. Arten ingår i släktet Cyclomia och familjen mätare. Inga underarter finns listade i Catalogue of Life och mycket lite är känt om arten.